# Сушиће
Сушиће (алб. Sushicë) је насеље у општини Штрпце, Косово и Метохија, Република Србија.

## Порекло становништва по родовима
Подаци из 1938:
Српски род:
- Ракићи (11 кућа), Коцинци (9 кућа) и Марковци (11 кућа), сви са славом Св. Панталејмона. Досељени су од Гусиња у Црној Гори крајем XVIII века. При досељењу су славили Св. Николу али како им је усред зиме, због снега и хладноће, нико из жупе није могао доћи на славу, пошто им је село високо на планини, то су, ускоро по досељењу, узели за славу дан Св. Пантелејмона.

Поисламљен и поарбанашен српски род:
- Асановићи (5 кућа), староседеоци. Поисламили се око 1830. године. У ислам прешао предак Рака, који је потом назван Асан. Појасеви од поисламљивања су: Рака (Асан), Селман, Селим, Бајрам 60 година.

Арбанашки род:
- Паљој (4 кућа). Досељени крајем XVIII века из северне Албаније, из фиса Круе Зи, на Косово у село Никодим, па почетком XIX века прешли у ово село.

## Иван Јастребов о овом селу
Иван Јастребов је о овом селу записао да је врло сиромашно. Одржавају их мала стада оваца. Приморани су да иду на рад у удаљена места, као и житељи осталих села и ове и Средске жупе. Вештина им је столарски занат, а воле и да граде куће. Иду у Румунију и Бугарску, отуда многи боље знају говорити влашки него српски. Пошто много времена проводе у Румунији и друже се с Бугарима кваре свој језик према бугарском.

## Демографија
| Етнички састав према попису из 1981.‍ | Етнички састав према попису из 1981.‍ | Етнички састав према попису из 1981.‍ | Етнички састав према попису из 1981.‍ | Етнички састав према попису из 1981.‍ |
| ------------------------------------ | ------------------------------------ | ------------------------------------ | ------------------------------------ | ------------------------------------ |
|                                      |                                      |                                      |                                      |                                      |
| Срби                                 | Срби                                 |                                      | 215                                  | 76,79%                               |
| Албанци                              | Албанци                              |                                      | 64                                   | 22,86%                               |
| остали                               | остали                               |                                      | 1                                    | 0,36%                                |

| Демографија | Демографија | Демографија |
| Година      | Становника  | Становника  |
| ----------- | ----------- | ----------- |
| 1948.       | 346         |             |
| 1953.       | 392         |             |
| 1961.       | 362         |             |
| 1971.       | 357         |             |
| 1981.       | 280         |             |
| 1991.       | 268         |             |